# Eleutherodactylus junori
Espèce
Statut de conservation UICN

 CR B2ab(iii,v) : 
En danger critique
Eleutherodactylus junori est une espèce d'amphibiens de la famille des Eleutherodactylidae.

## Répartition
Cette espèce est endémique de la Jamaïque. Elle se rencontre de 600 à 835 m d'altitude.

## Description
Les femelles mesurent jusqu'à 27 mm.

## Étymologie
Cette espèce est nommée en l'honneur de Percy Sigismund Junor (1880-).

## Publication originale
- Dunn, 1926 : The frogs of Jamaica. Proceedings of the Boston Society of Natural History, vol. 38, p. 111-130.